# OSAKA福島タワー
大阪福島タワー（オオサカふくしまタワー）は、大阪府大阪市福島区福島にある超高層マンションである。

## 概要
建設地にはかつて、大阪日産自動車(現日産大阪販売)が所在していた。その跡地に建設された建物が本タワーである。2008年に建設が開始され、2011年に竣工した。
- B1F：駐輪場
- 1F：エントランス
- 2F - 45F：分譲住宅

## 交通機関

### 鉄道
- 御堂筋線梅田駅 徒歩24分
- 千日前線玉川駅 徒歩8分 または野田阪神駅徒歩8分
- JR大阪環状線福島駅または野田駅徒歩10分
- JR東西線新福島駅 徒歩5分
- 京阪中之島線中之島駅 徒歩10分
- 阪神本線福島駅 徒歩8分 または野田駅 徒歩7分

### 道路
- 国道1号

## 隣接施設
- 地域医療機能推進機構大阪病院
- 下福島公園